# 남소성
남소성(南蘇城)은 고구려의 성이다.

## 역사
400년, 모용희의 공격으로 인해 고구려는 신성(新城)과 함께 성을 후연에게 빼앗겼지만 402년에 다시 탈환했다.
667년, 연남생의 항복으로 인해 목저성, 창암성 등의 성들과 함께 당나라에 넘겨졌으며, 이후에는 안동도호부에 예속되었다.